# Das Komplott
Das Komplott (Originaltitel: The Racketeer) ist ein Roman des US-amerikanischen Autors John Grisham aus dem Jahr 2012, der im Erscheinungsjahr zu den meistverkauften Büchern zählte und auf die vorderen Ränge verschiedener Bestsellerlisten gelangte.

## Handlung
Malcolm Bannister, ein afroamerikanischer Ex-Marine, war Anwalt in einer kleinen Kanzlei im Bundesstaat Virginia, bis er im Zuge einer RICO-Klage zu zehn Jahren Freiheitsstrafe verurteilt wurde, die er derzeit in einem „Gefängniscamp“ in der Nähe von Frostburg (Maryland) absitzt. Damals hatte er arglos den Kauf einer Immobilie abgewickelt, die sich als abgelegene Jagdhütte herausstellte, in die ein Lobbyist korrupte Abgeordnete zu Orgien mit minderjährigen Mädchen einlud. Als der Skandal an die Öffentlichkeit gelang, wurde Bannisters Name, zusammen mit vielen Anderen, vom FBI auf eine hundertseitige Anklageschrift gesetzt. Seine Beteuerungen der Unschuld wurden ignoriert.
Nach fünf Jahren Haft, der Hälfte seiner Strafe, hegt Bannister, dem inzwischen seine Anwaltslizenz entzogen und den seine Frau verlassen hat, einen bitteren Groll gegen die Staatsgewalt im Allgemeinen und das FBI im Speziellen. Als der brutale Mord an dem Bundesrichter Raymond Fawcett und seiner jungen Geliebten Naomi Clary Schlagzeilen macht, und die Ermittlungen des FBI ins Leere gehen, sieht Bannister seine Chance. Weiß er doch, wer der Mörder ist, warum dieser die Tat begangen hat und was im Tresor des korrupten Richters war, der vom Mörder geleert wurde.
Er überzeugt das FBI, ihm einen Deal anzubieten, durch den er im Austausch für Informationen, die zur Anklage des Mörders führen, in Freiheit und das Zeugenschutzprogramm entlassen wird. Er erzählt dem FBI, dass Quinn Rucker – ein Drogendealer, den er im Gefängnis kennengelernt hat – aus der Strafanstalt ausgebrochen ist und den Richter aus Rache für einen missglückten Bestechungsversuch ermordet hat. Bei diesem hatte der Richter zwar eine halbe Million US-Dollar angenommen, seine Versprechungen aber nicht eingehalten. Mit dem Wissen über Quinns Aufenthaltsort, den Bannister dem FBI mitteilt, kann Quinn verhaftet werden. Kurze Zeit später gesteht dieser den Mord am Richter und wird angeklagt. Es stellt sich jedoch heraus, dass Quinn Rucker den Mord tatsächlich gar nicht verübt hat, und dass sich Bannister dieser Tatsache durchaus bewusst ist.
Nach erfolgter Anklage wird Bannister freigelassen und erhält eine neue Identität – Max Reed Baldwin – und mittels Plastischer Chirurgie auch ein neues Gesicht. Nachdem das FBI entdeckt, dass Ruckers Gang Bannisters Aufenthaltsort bekannt ist, und sie Rache an ihm verüben wollen, verlässt Bannister das Zeugenschutzprogramm und taucht unter. Er gründet ein fingiertes Filmstudio names Skelter Films und kontaktiert einen Mann, den er ebenfalls aus dem Gefängnis kennt, Nathan Cooley.
Er bittet diesen, Teil einer Dokumentation über Korruption in der DEA und dem FBI zu werden. Dabei gelingt es ihm dank seinem neuen Gesichts, seine wahre Identität vor Cooley zu verbergen. Nach und nach gelingt es ihm, Cooleys Vertrauen zu gewinnen. Schließlich bringt er ihn dazu, mit ihm in einem Privatflugzeug nach Jamaika zu fliegen, setzt ihn aber während des Fluges unter Drogen und platziert Kokain und eine Schusswaffe in seinem Gepäck, so dass er nach der Ankunft verhaft wird und in ein Gefängnis kommt.
Tatsächlich ist Nathan Cooley der Mörder des Richters, von dem er Gold im Wert von etwa 7,5 Millionen Dollar gestohlen hat. Dieses hatte der Richter wiederum von einer Minen-Gesellschaft erhalten, im Gegenzug für einen Richterspruch, der der Minen-Gesellschaft erlaubt, in der Region Uran abzubauen. Bannister bringt den verzweifelten Cooley dazu, ihm das Versteck des Goldes zu verraten, damit dieser ihn aus dem Gefängnis freikauft. Stattdessen lässt Bannister Cooley jedoch im Gefängnis zurück und stiehlt sein Gold. Unterdessen wird die Anklage gegen Quinn Rucker fallengelassen, da er während des Mordes in einer Drogenentzugsklink war und somit ein Alibi hat. Es stellt sich heraus, dass Bannister und Rucker von Anfang an zusammenarbeiteten, um das Gold zu stehlen, von dem Bannister im Gefängnis erfahren hatte. Er tauscht die Identität des wahren Mörders gegen Immunität und rät dem FBI, Ermittlungen zur Bestechung der Minen-Gesellschaft an Richter Fawcett durchzuführen.
Bannister und die Rucker-Familie feiern unterdessen in Bannisters neuem Haus in Antigua ihren Erfolg und teilen das Gold unter sich auf.

## Hintergrund
Kommentatoren haben hervorgehoben, dass Das Komplott einzigartig unter Grishams Romanen ist, in der Hinsicht, dass der Protagonist, Malcolm Bannister, ein Afroamerikaner ist. Grisham hat dazu gesagt, dass Fans ihn seit vielen Jahren ermutigt hätten, einen Schwarzen zur Hauptperson zu machen. Dies sei für ihn aber keine große Sache. Es gehe nicht um die Rasse.

## Rezeption
Tom Nolan vom Wall Street Journal beschreibt das Buch als einen klug konstruierten Text voller Rätsel. So stellt sich ihm zufolge etwa die Frage, wer überhaupt die Hauptperson ist: Bannister, der ermordete Richter Fawcett oder dessen Mörder. Nolan betrachtet das Buch auch als aufschlussreich in seinen Beschreibungen des amerikanischen Rechts- und Strafsystems. Er lobt das Buch außerdem für seine überraschenden Wendungen und Ortswechsel. Janet Maslin von der New York Times beschreibt das Buch als Abwechslung von Grishams üblichen juristischen Romanen. Obwohl es noch mit den üblichen Rechtsproblemen beginnt, schlägt die Handlung später eine unerwartete Richtung ein. Sie sagt, statt um „Triumphieren oder Misslingen der Gerechtigkeit vor Gericht“ gehe es in diesem Buch um Besserung und Rache. Die USA Today lobte die interessanten Wendungen des Buches und empfahl es am 27. Oktober als Buchtipp.

## Verfilmung
Laut dem Hollywood Reporter haben 20th Century Fox und Regency Enterprises Anfang 2013 gemeinsam beschlossen, an einer Verfilmung von Das Komplott zu arbeiten. Als Regisseur wurde Daniél Espinosa verpflichtet, der zuvor im Film Safe House mit Denzel Washington und Ryan Reynolds Regie führte. Nach dem Erscheinen des Buches war Denzel Washington für die Rolle des Malcolm Bannister in einer möglichen Verfilmung im Gespräch. Grisham hoffte, Washington würde die Rolle übernehmen, und viele seiner Kontakte ermutigten ihn, auf diesen zu setzen. Über die Wahrscheinlichkeit, dass Washington tatsächlich die Rolle übernehmen wird, sagte Grisham: „Niemand hat von Denzel gehört. Und ich habe vor langer Zeit gelernt, dass man nie den kriegt, den man will. Man kriegt nie den richtigen Schauspieler.“